# Échenoz-le-Sec
Échenoz-le-Sec là một xã thuộc tỉnh Haute-Saône trong vùng Bourgogne-Franche-Comté phía đông nước Pháp.